# Rudolf Bechstein
Rudolf Bechstein (* 18. April 1897 in Ilmenau; † 20. April 1961 ebenda) war ein deutscher Landschaftsmaler und Fotograf.

## Leben
Rudolf Bechstein war der Sohn des Weimarer Malers und Lehrers für Modellierkunst an der Großherzoglichen Gewerbeschule Ilmenau, Max Bechstein (1860–1940). Von seinem Vater wurde er zunächst auch ausgebildet. Im Jahre 1920 wurde er nach der Beteiligung an einer Ausstellung bildender Künstler in Weimar Schüler von Franz Bunke an der Weimarer Malerschule.
Seit 1892 fuhr Bunke jedes Jahr während der Semesterferien mit einigen seiner Weimarer Kollegen und Schüler in seine Mecklenburger Heimat nach Schwaan, um dort zu malen; über die Zeit entwickelte sich aus diesen Aufenthalten die Schwaaner Künstlerkolonie. So hielt sich auch Rudolf Bechstein in den 1920er Jahren mehrfach in Schwaan auf.
Neben den Mecklenburger Bildern fand er seine Motive ebenso in der Thüringer Heimat, in der Rhön oder in Bayern. Mithilfe des Thüringischen Ausstellungsvereins konnte Bechstein seine Arbeiten u. a. in Weimar, Eisenach und in Schwerin zeigen.
1927 gründete er einen Ansichtskartenverlag, den Thüringer Kunstverlag Rudolf Bechstein in Sitzendorf im Schwarzatal, wo er in den Jahren 1934 bis 1950 seinen Wohnsitz hatte. Diesen Verlag betrieb er zeitlebens, wofür er sich auch als Fotograf betätigte.
Während des Zweiten Weltkrieges war er in französischer Gefangenschaft, konnte aber weiterhin malen. Ab 1951 bis zu seinem Lebensende wohnte und arbeitete er wieder in Ilmenau.

## Werke
- „Frühling am schwarzen See“ (um 1925); „Landschaft an der Beke“ (um 1925); „Bekewiesen“ (um 1925) „Eichenkoppel in der Morgenstimmung“ (um 1925); „Weg am Fluss“ (alle Kunstmuseum Schwaan)
- „Woderich-Villa“ (in Schwaan); malte auch auf dem Fischland, u. a. „Schule auf dem Schaulbarg in Althagen“[2]

## Ausstellungen (unvollständig)
- 1948: Rudolstadt, Staatliches Schlossmuseum („Ausstellung der bildenden Künstler des Kreises Rudolstadt. Malerei und Grafik“)